# کالابرین
| کواترنری    | کواترنری | کواترنری   | کواترنری        | کواترنری        |
| سامانه/دوره | ردیف/دور | اشکوب/عصر  | سن (میلیون سال) | سن (میلیون سال) |
| ----------- | -------- | ---------- | --------------- | --------------- |
| کواترنری    | هولوسن   | مگالاین    | ۰               | ۰/۰۰۴۲          |
| کواترنری    | هولوسن   | نورث‌گریپین | ۰/۰۰۴۲          | ۰/۰۰۸۲          |
| کواترنری    | هولوسن   | گرینلندین  | ۰/۰۰۸۲          | ۰/۰۱۱۷          |
| کواترنری    | پلیستوسن | تارانشین   | ۰/۰۱۱۷          | ۰/۱۲۶           |
| کواترنری    | پلیستوسن | چیبانین    | ۰/۱۲۶           | ۰/۷۸۱           |
| کواترنری    | پلیستوسن | کالابرین   | ۰/۷۸۱           | ۱/۸۰            |
| کواترنری    | پلیستوسن | گلاسین     | ۱/۸۰            | ۲/۵۸            |
| نئوژن       | پلیوسن   | پیاسنزین   | پیش از آن       | پیش از آن       |

کالابرین (انگلیسی: Calabrian) در مقیاس زمانی زمین‌شناسی یک عصر و در گاه‌چینه‌شناسی یک اشکوب از دور یا ردیف پلیستوسن به‌شمار می‌رود. کالابرین بازه زمانی از ۱٫۸ میلیون سال پیش تا ۷۸۱ هزار سال پیش را در بر می‌گیرد و پس از اشکوب گلاسین و پیش از آیونین جای می‌گیرد.